# Kriminalgericht Moabit

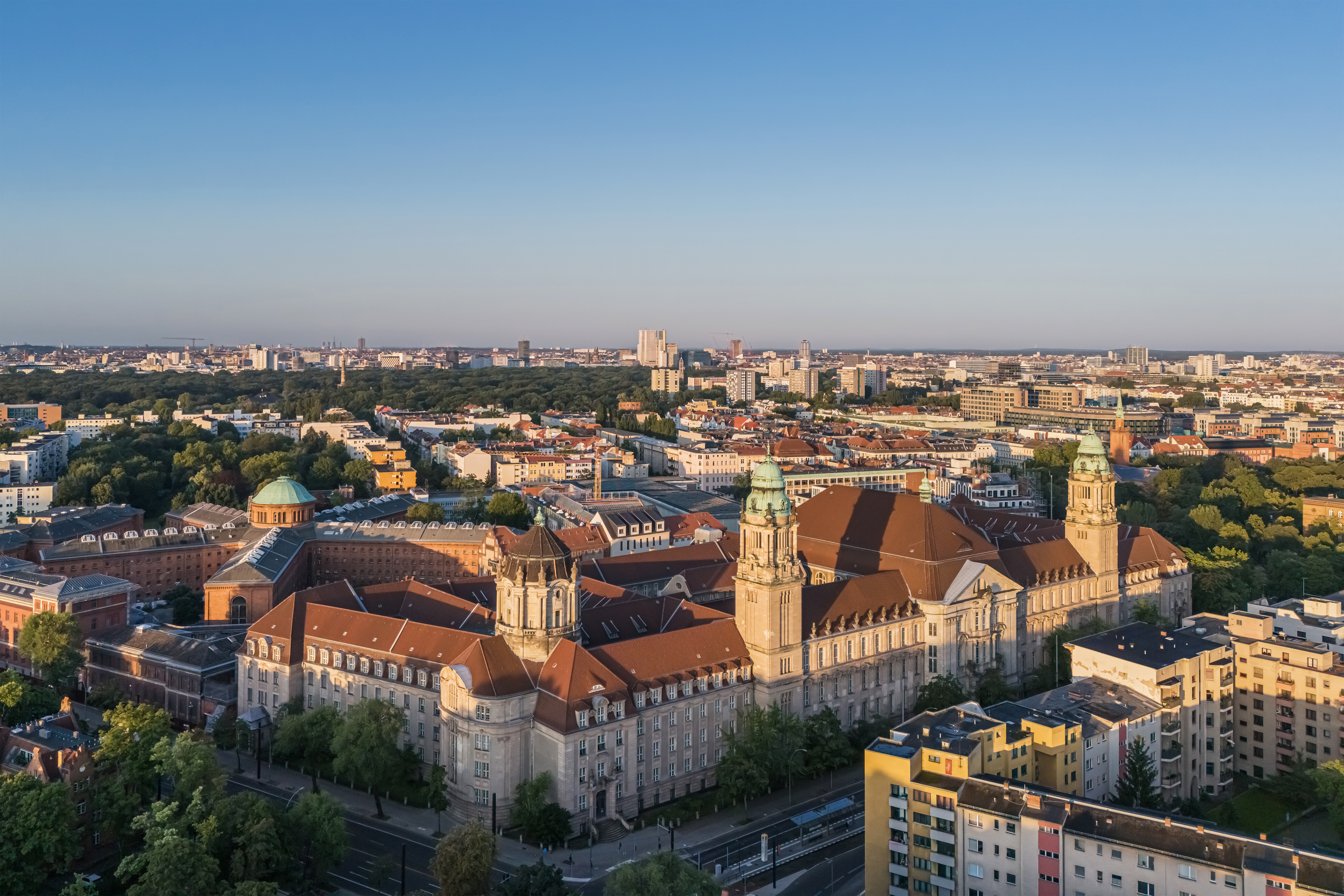
Luftbild des Gebäudekomplexes vom Kriminalgericht Moabit in der Turmstraße

In dem als Kriminalgericht Moabit bezeichneten Gebäudekomplex im Berliner Bezirk Mitte, Ortsteil Moabit, ist der überwiegende Teil der Berliner Strafgerichtsbarkeit untergebracht. Mit 340 Richtern und 360 Staatsanwälten ist es das größte Strafgericht Europas.

## Geschichte

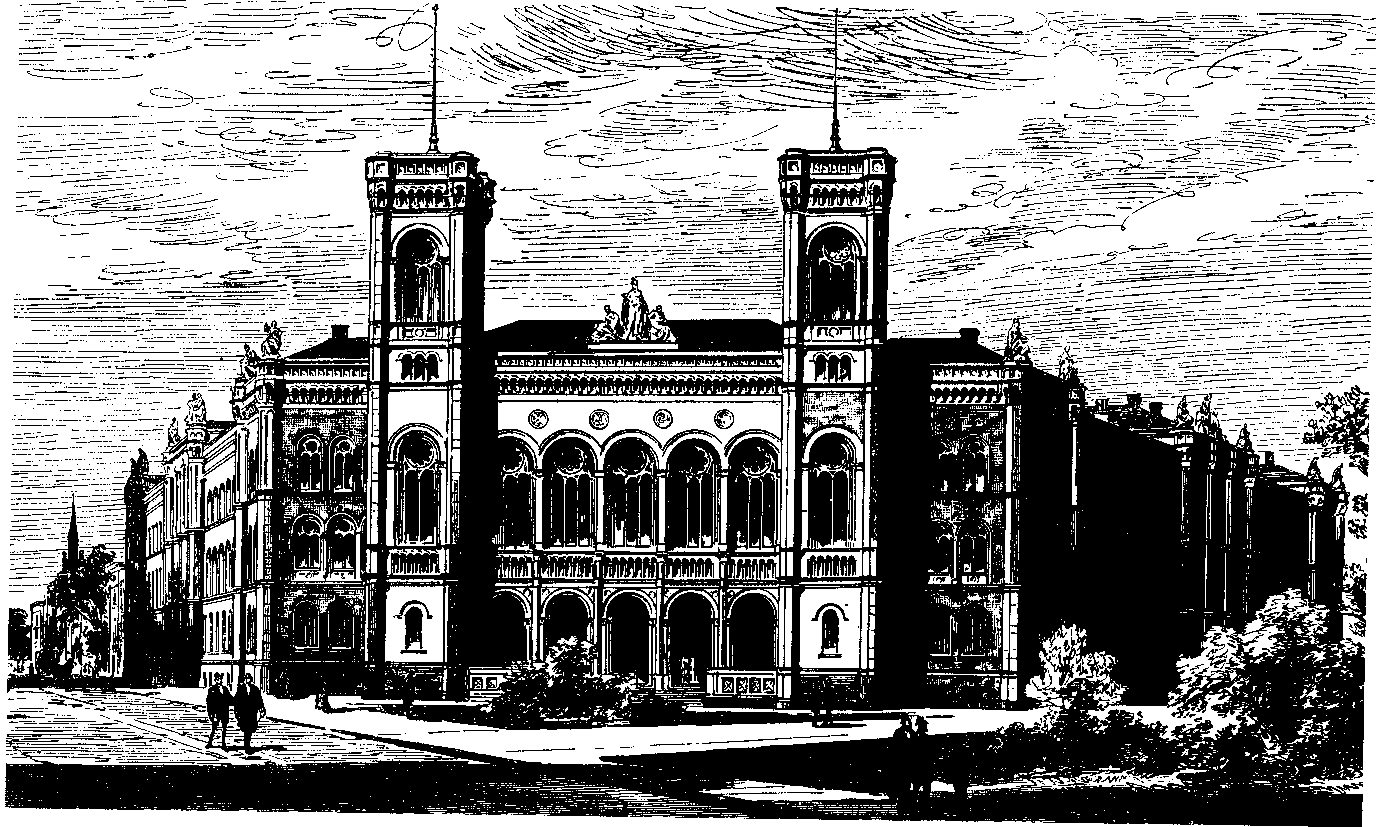
Nicht mehr vorhandener Ursprungsbau des Kriminalgerichts Moabit von 1882 (Altes Kriminalgericht)

Der ursprüngliche – nicht mehr erhaltene – Baukörper, das „alte“ Kriminalgericht, wurde zwischen 1877 und 1881 nach einem Entwurf von Heinrich Herrmann unter Mitwirkung von August Busse errichtet und kostete rund drei Millionen Mark (kaufkraftbereinigt in heutiger Währung: rund 27 Millionen Euro). Es wurde am 15. September 1881 seiner Bestimmung übergeben, um nach endgültiger Fertigstellung ab dem 6. Februar 1882 die umfängliche Nutzung zu ermöglichen. Es befand sich in der Rathenower Straße an der Ecke zur Straße Alt-Moabit. Die straßenseitigen Gebäudeteile wurden im Zweiten Weltkrieg stark beschädigt, die Reste 1953 beseitigt und die verschwenkte Rathenower Straße über das Gelände geführt und an die Paulstraße angeschlossen. Der bogenförmige rückwärtige Zellentrakt, der den Hof abschloss, blieb unzerstört und bildet heute die etwas befremdlich anmutende Ansicht von der Kreuzung Alt-Moabit / Rathenower Straße aus.
Der heutige Bau A wurde 1902–1906 als „neues“ Kriminalgericht an der Turmstraße hinter dem Gefängnis errichtet und nimmt ein ganzes Häusergeviert ein. Der Geheime Oberbaurat Paul Thoemer und der Landesbauinspektor Jean Fasquel schufen die Baupläne, Rudolf Mönnich und Carl Vohl leiteten die Bauarbeiten. Die Kunstschmiedearbeiten wurden von den Firmen Schulz & Holdefleiss, Ed. Puls und B. Miksits ausgeführt.

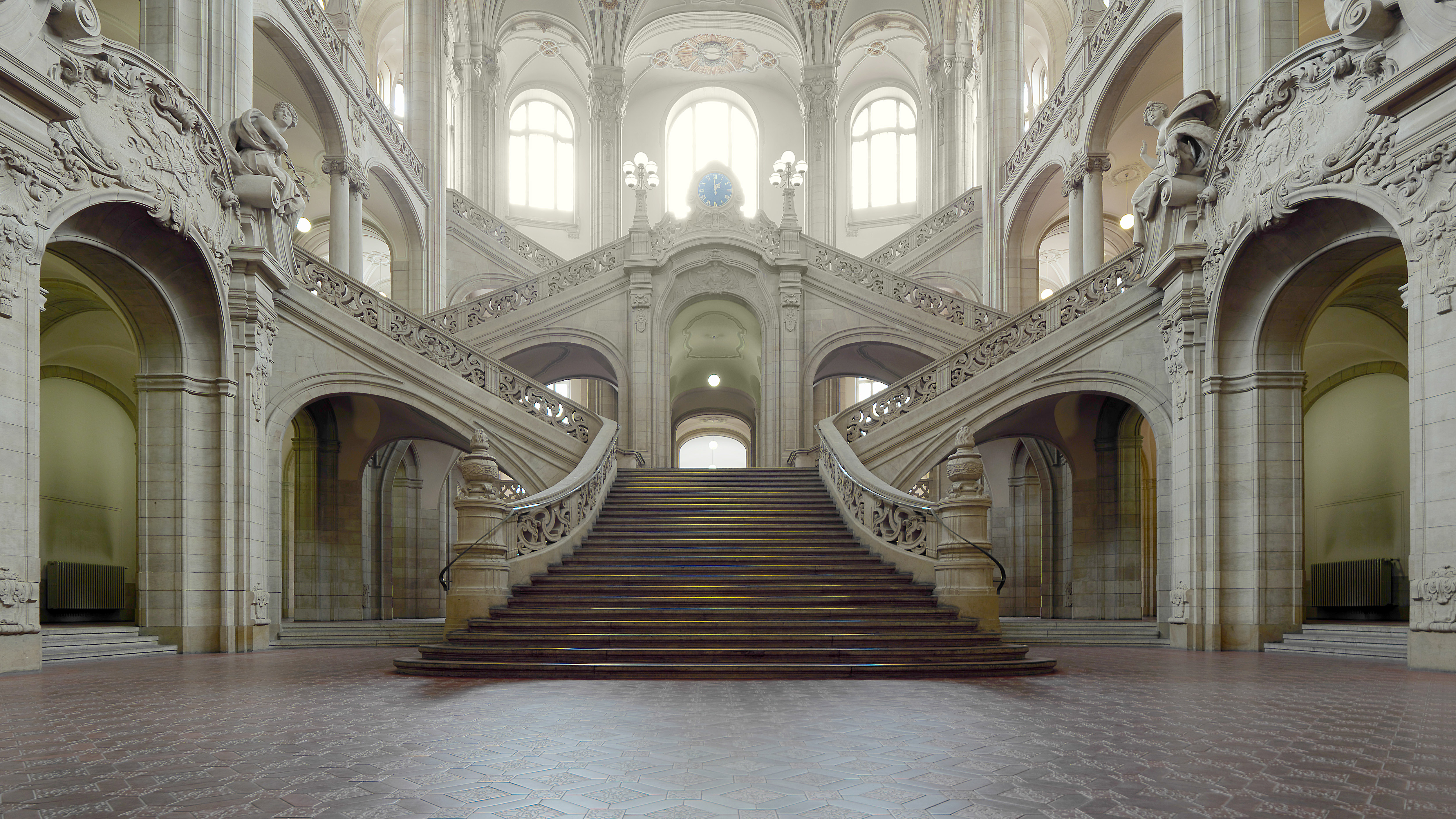
Haupttreppe in der Eingangshalle

In der wilhelminischen Epoche wurde ein monumentaler Bau mit 21 Gerichtssälen für die Berliner Justiz erbaut. Sowohl die Angeklagten wie auch die Besucher des Gebäudes sollten durch eine wuchtige Eingangshalle mit geschwungenen Treppen von der Architektur beeindruckt werden. Die Untersuchungsgefangenen werden allerdings über versteckte Gänge und Treppen zum Gerichtssaal gebracht. Dadurch sollte der Kontakt zu Zeugen verringert und die unfreiwillige Zusammenkunft mit Publikum verhindert werden.

## Architektur
Technisch war der neobarocke Bau zu seiner Errichtung im Jahr 1906 hochmodern: Das monumentale Bauensemble der preußischen Bauverwaltung war das erste elektrisch beleuchtete Gebäude Berlins. Es besaß bei seiner Fertigstellung ein eigenes Kraftwerk, Lasten- und Personenaufzüge, Zentralheizung, eine eigene Telefonanlage und eigene Wasserversorgung mit Wasserturm. Hervorzuheben ist auch das einmalige Gänge- und Lüftungssystem, das es ermöglicht, die Angeklagten nichtöffentlich zu den Gerichtssälen zu führen. Der wegen seiner monumentalen Architektur als Zeichen des Wilhelminismus geltende Bau wurde vom leitenden Staatsanwalt im Jahr 2000 als „kaiserlicher Faustschlag ins Gesicht der Moabiter Arbeiterklasse“ kritisiert.
In der Turmstraße, direkt über dem Haupttor im Schild ist die Göttin Justitia als Sandsteinskulptur zu sehen. Eine weitere Justitia wurde am inneren Torbogen der Mittelhalle platziert, Zeigefinger und Mittelfinger der rechten Hand sind zum Schwur erhoben: „Die Wahrheit weist den Eintretenden den Weg“.
Die beiden Türme erreichen eine Höhe von 60 Metern. Die Straßenfront entlang der Turmstraße beträgt 210 Meter. Auf Grund der zunehmenden Aufgaben der Berliner Justiz und der Nähe der JVA wurden seit den 1950er Jahren die weiteren Gebäudeteile B bis E entlang der Wilsnacker Straße in moderner und sachlicher Architektur an das ursprüngliche Gebäude angefügt. Der Gesamtkomplex umfasst im 21. Jahrhundert über zwölf Innenhöfe, darunter den „Galgenhof“, und 17 Treppenhäuser.
Im Hof C des Neuen Kriminalgerichts gibt es die Inschrift „Die Sonne bringt es an den Tag“, eine exakte Deutung findet sich (bisher) nicht. Sie soll auf das von Adelbert von Chamisso veröffentlichte Märchen Die klare Sonne bringt’s an den Tag aus der Sammlung der Brüder Grimm 1827 zurückzuführen sein.

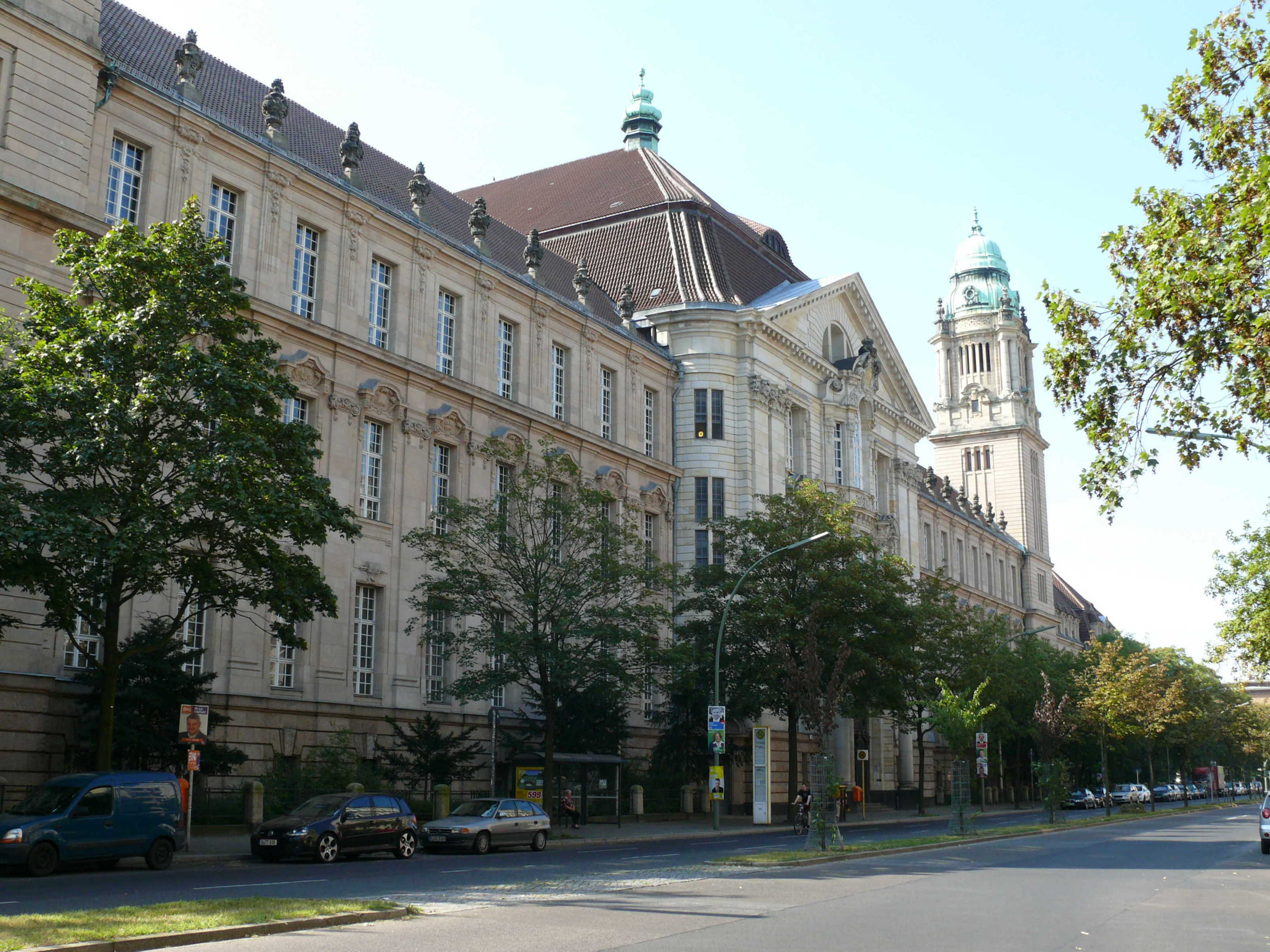
Turmstraße, Kriminalgericht Moabit
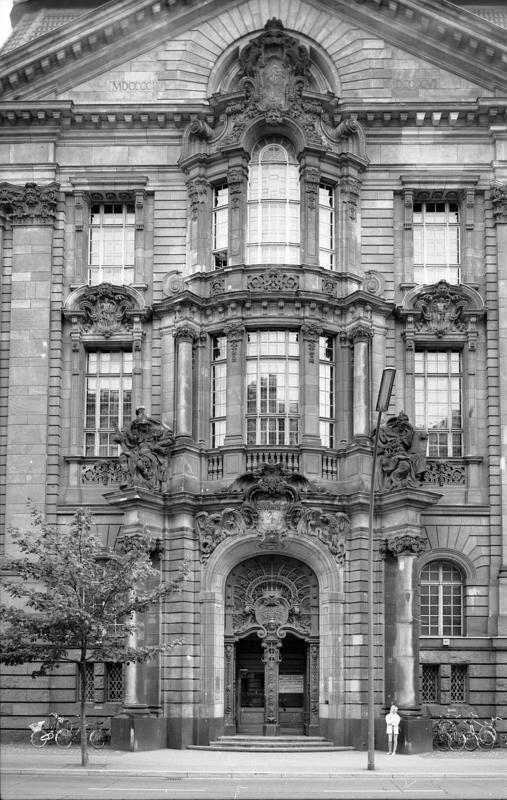
Eingangsportal
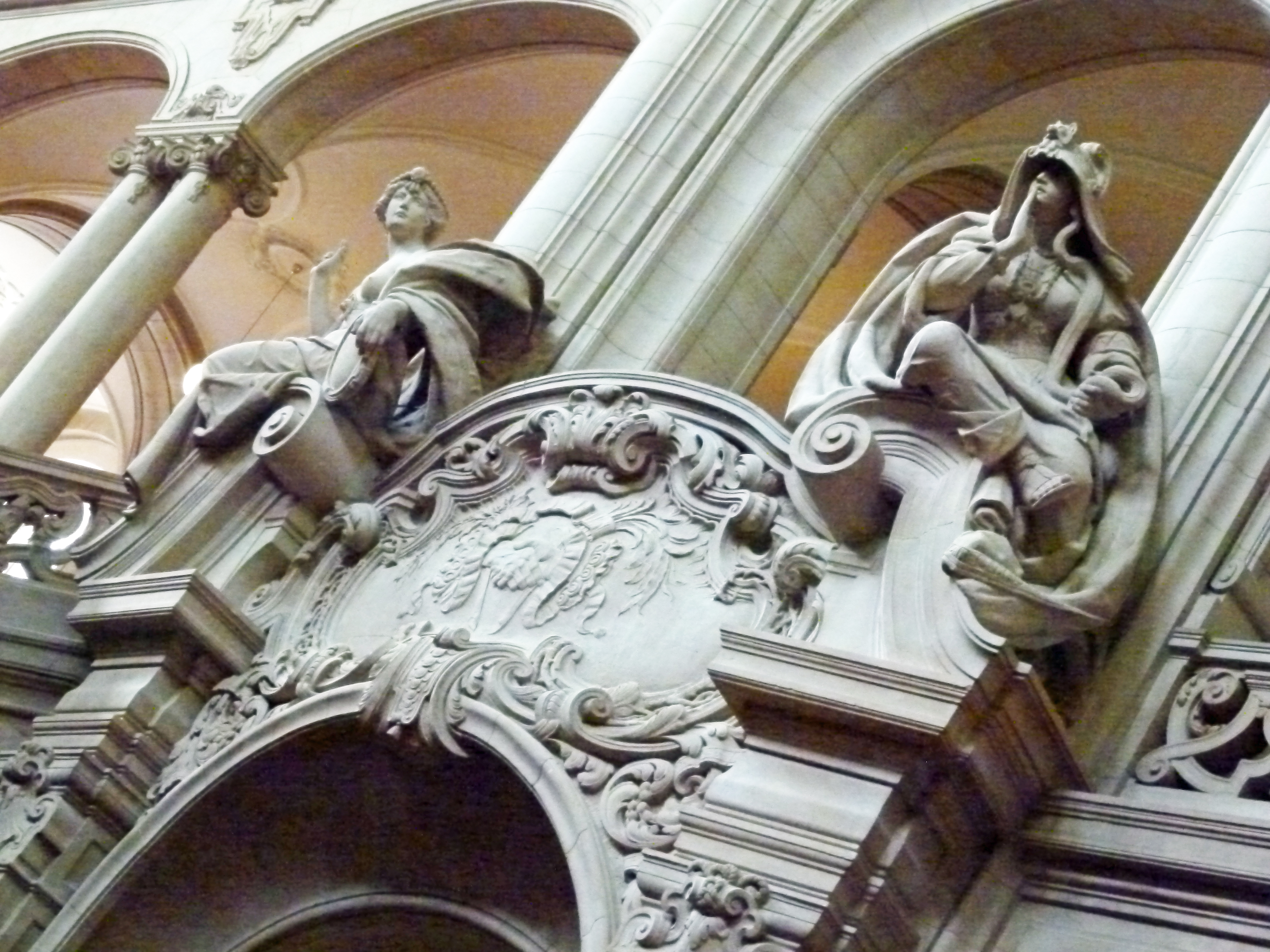
Allegorische Figuren
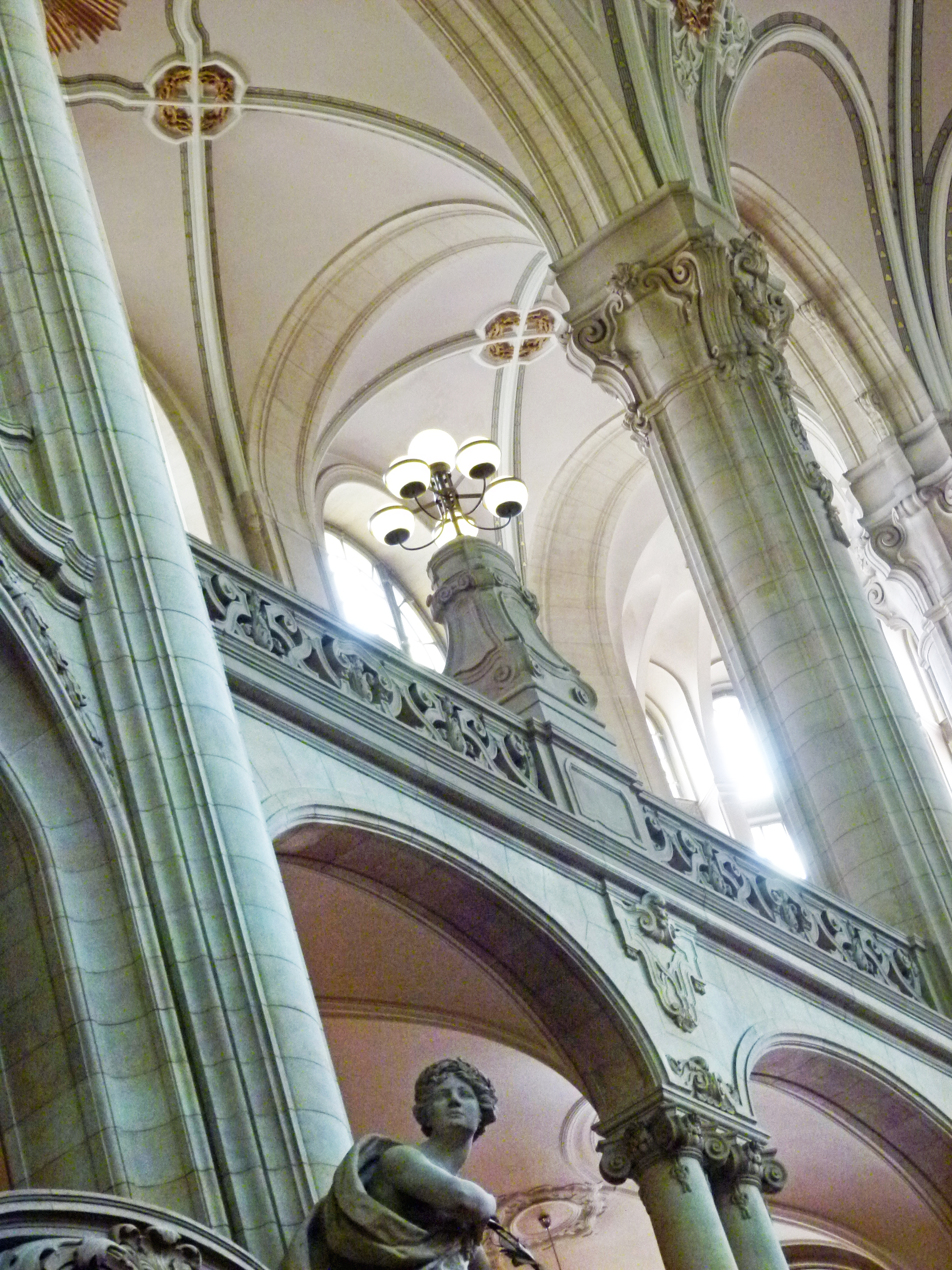
Innenbereich
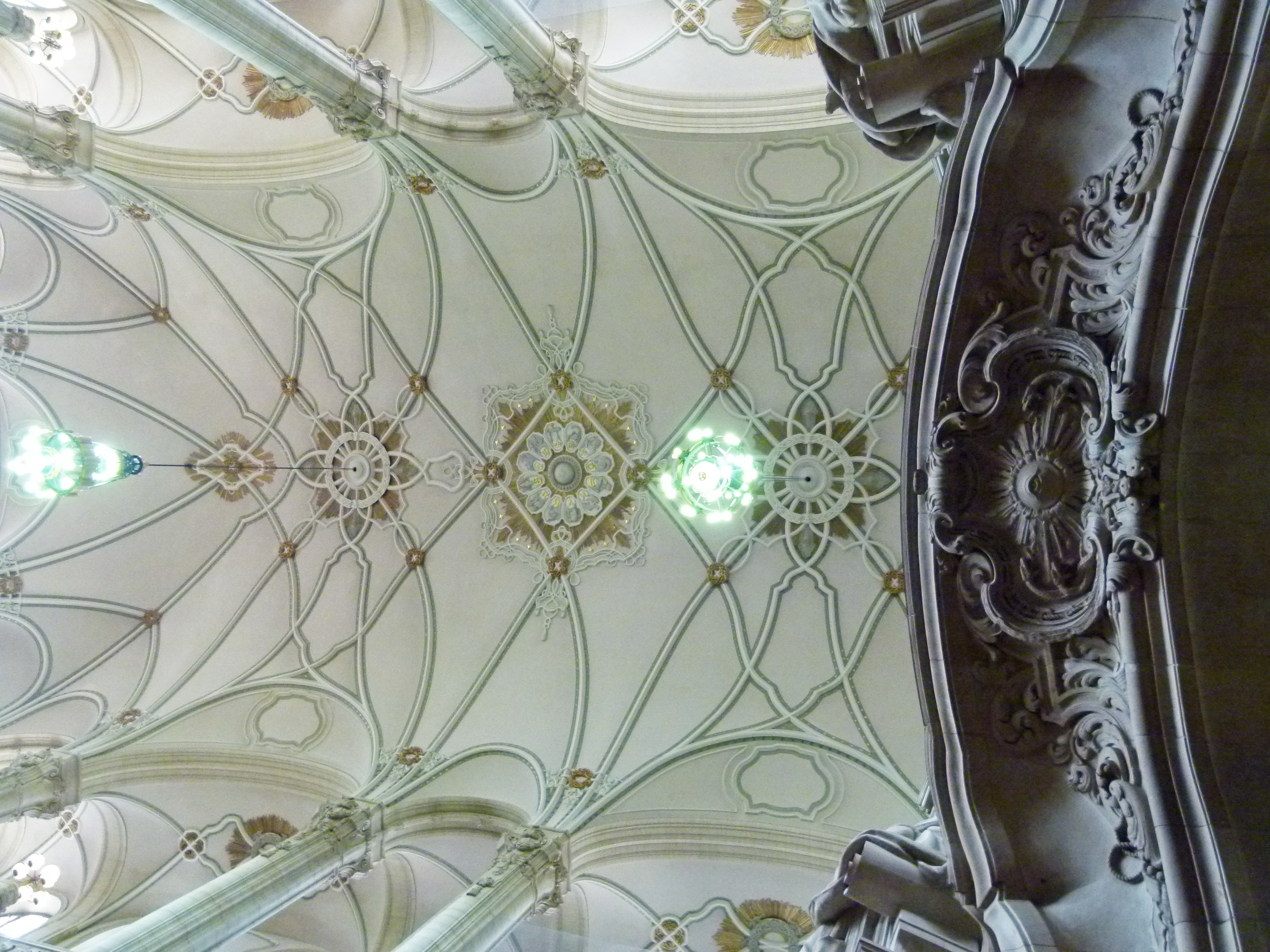
Deckengewölbe

## Einrichtungen
Die Bezeichnung „Kriminalgericht“ bezieht sich nur auf das Gebäude, eine juristische Instanz dieses Namens gibt es nicht. Im Gebäude residieren diejenigen für ganz Berlin zuständigen Strafabteilungen einschließlich der Jugendstrafabteilungen des Amtsgerichtes Tiergarten, die sich nicht im Gebäude Kirchstraße 6 befinden. Weiterhin ist in dem Gebäude das für alle Strafsachen in Berlin zuständige Landgericht Berlin I und ein Großteil der Staatsanwaltschaft Berlin ansässig. Die gemeinsame Adresse ist Turmstraße 91, 10559 Berlin. Hinter dem ausgedehnten Gebäudekomplex des Gerichts schließt sich die Untersuchungshaftanstalt Moabit mit der Postanschrift Alt-Moabit 12a, 10559 Berlin, an.
In dem einst für 900 Beschäftigte errichteten Gebäudekomplex (ohne die Gebäude in der Kirchstraße 6) arbeiten heute rund 2000 Personen, darunter gut 240 Richter, 80 Rechtspfleger und 300 Staatsanwälte. Es sind rund 1300 Untersuchungshäftlinge aus 80 Nationen untergebracht, und es kommen täglich 2000 Besucher, Zeugen und weitere Prozessbeteiligte.
In Moabit gehen im Jahr etwa 60.000 neue Strafverfahren ein, hinzu kommen rund 100.000 Vorgänge von „sonstigem Geschäftsanfall“ wie Strafbefehle und Vollstreckungen, und etwa 24.000 Bußgeldsachen. Im Keller werden auf 2500 m² in 30 Räumen die Asservate verwahrt. Etwa 20.000 Verwahrstücke kommen jährlich hinzu und etwa 19.000 Asservate verlassen pro Jahr in der wöchentlichen Auktion die Räume, nachdem sich ihr Zweck erfüllt hat.
Die Einrichtung gilt als unterfinanziert, ihre Ausstattung als veraltet.

## Prozesse (Auswahl)

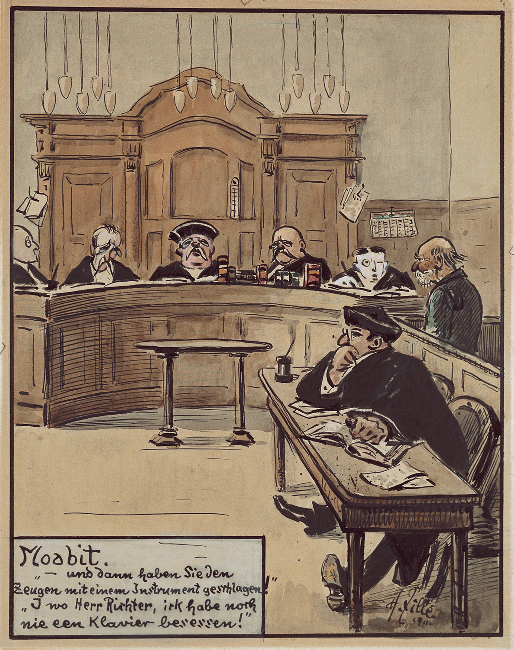
Heinrich Zille: Moabit, 1911
(Text: „… und dann haben Sie den Zeugen mit einem Instrument geschlagen!“ –
„I wo Herr Richter, ick habe noch nie een Klavier besessen!“)

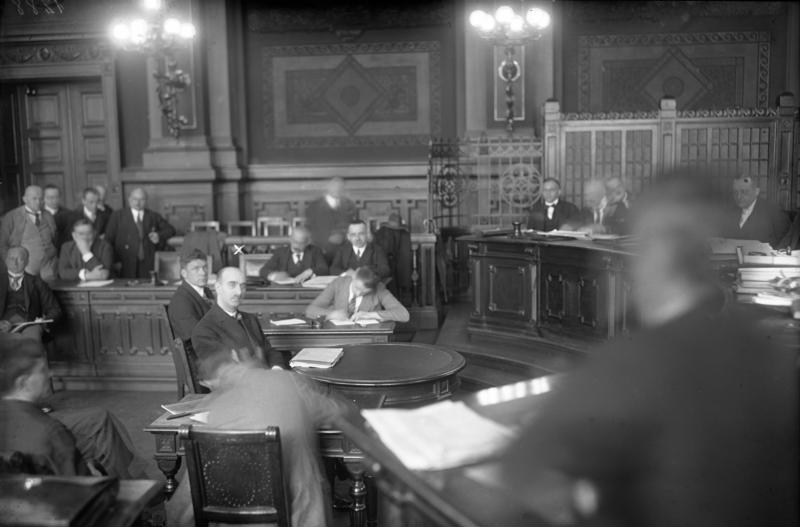
Im großen Schwurgerichtssaal, Verfahren zum Barmat-Skandal 1925

Zu den bekanntesten im Kriminalgericht Moabit verhandelten Fällen gehören:
- der Prozess des Hauptmanns von Köpenick,
- der Caro-Petschek-Prozess, einer der aufwändigsten Strafprozesse während der Weimarer Zeit
- der Prozess des Kaufhauserpressers Arno Funke alias Dagobert,
- die Prozesse des Bombenanschlags auf die Diskothek La Belle und
- auf das Restaurant Mykonos sowie
- der Prozess gegen Mitglieder des Zentralkomitees der SED, insbesondere dessen Generalsekretär Erich Honecker und den früheren DDR-Minister für Staatssicherheit Erich Mielke.